# Lutynia, Hạt Środa Śląska
Lutynia [luˈtɨɲa] (tiếng Đức: Leuthen) là một ngôi làng ở quận hành chính Gmina Miękinia, trong phạm vi Hạt Środa Śląska, Tỉnh Hạ Silesia, ở miền Tây Nam Bộ Ba Lan. Nó nằm cách Miękinia chừng 5 kilômét (3 mi) về phía Đông Nam, cách Środa Śląska 16 km (10 mi) về phía Đông, và cách thủ phủ Wrocław 17 km (11 mi) về phía Tây. Hiện nay, ngôi làng có dân số bao gồm 1.100 người.
Trước năm 1945, nó thuộc về nước Đức; trước đó nó thuộc về nước Phổ và trước đó hơn nữa, nó thuộc về Đế quốc Áo. Dưới triều vua Friedrich II Đại Đế, ông thường tổ chức các cuộc diễn tập của lực lượng Quân đội Phổ tại đây vào Mùa Thu, điều này khiến cho ông nắm bắt được địa hình nơi này.
Trong cuộc Chiến tranh Bảy Năm (1756 - 1763), Quân đội Áo do Vương công Karl Alexander xứ Lothringen chỉ huy đã đóng quân tại ngôi làng này vào năm 1757. Lúc ấy nhà vua Friedrich II Đại Đế đang chinh chiến tại xứ Sachsen và sau khi nghiền nát quân Pháp thì ông kéo đại quân trở về Leuthen. Sau một cuộc hành binh trên suốt hơn 200 dặm, 36 nghìn đại binh của ông chạm trán với 8 vạn đại binh của Karl trong trận đánh kịch liệt tại đây. Ông tổ chức một cuộc hành binh theo chiến thuật "đánh dọc sườn". Theo đó, vài Tiểu đoàn của ông sẽ được che khuất ở đằng sau cái dãy đồi tại một góc cuối tuyến địch. Trong khi quân Áo phải bận tâm với mối đe dọa của quân Phổ ở chính diện, các Tiểu đoàn kia tấn công đánh tạt sườn quân Áo và phá tan tành tuyến quân địch. Quân Kỵ Binh phản công nhưng đại bại, và quân Áo phải tháo chạy. Đại thắng vang lừng tại Leuthen được xem là chiến thắng lừng lẫy nhất thời đại, đưa nhà vua Friedrich II Đại Đế vào hàng ngũ các bậc đại danh tướng trong lịch sử quân sự thế giới.